# Valget til Øverste Sovjet i Tadsjikistan 1990
Valget til Øverste Sovjet blev afholdt i Tadsjikiske SSR den 25. februar 1990. Tadsjikistans Kommunistiske Parti var det eneste lovlige politiske parti på det tidspunkt, derudover var der få uafhængige kandidater. Kommunistpartiet vandt 96 % af 230 pladser i parlamentet.